# Liste der Steinkreuze im Landkreis Amberg-Sulzbach
Diese sortierbare Liste enthält Steinkreuze (Sühnekreuze, Kreuzsteine etc.) des Oberpfälzerischen Landkreises Amberg-Sulzbach in Bayern. Die Liste ist möglicherweise unvollständig.

## Liste bekannter Steinkreuze
| Bild           | Objekt                          | Kurzbeschreibung | Material  | Abmessungen Höhe:Breite:Dicke | Entstehung          | BLfD-Referenz                 | Gemeinde/Stadt                            | Koordinaten                      | Bemerkung |
| -------------- | ------------------------------- | --- | --------- | ----------------------------- | ------------------- | ----------------------------- | ----------------------------------------- | -------------------------------- | --- |
|                | Steinkreuz Zogenreuth           | Steinkreuz |           |                               | spätmittelalterlich | D-3-71-113-69                 | Auerbach / Zogenreuth                     | 49° 42′ 25,3″ N, 11° 39′ 28,9″ O | Wurde als Baudenkmal gestrichen und ist möglicherweise abgängig.                                                     |
| weitere Bilder | Steinkreuz an der Poppenkapelle | Das Steinkreuz steht auf einem Sockel. siehe auch: Sühnekreuze.de                                                        | Granit    | 86:93:23                      | mittelalterlich     | D-3-71-113-73                 | Auerbach / Gunzendorf                     | 49° 44′ 3,5″ N, 11° 36′ 40,2″ O  | |
|                | Steinkreuz Großschönbrunn       | Das Steinkreuz ist ohne Zeichen. siehe auch: Sühnekreuze.de                                                              | Kalkstein | 134:100:33                    |                     |                               | Freihung / Großschönbrunn                 | 49° 34′ 33″ N, 11° 53′ 1,8″ O    | |
|                | Kreuzstein Lintach              | Kreuzstein. siehe auch: Sühnekreuze.de                                                                                   |           |                               |                     | D-3-71-122-28                 | Freudenberg / Lintach                     | 49° 28′ 7,7″ N, 11° 56′ 13,3″ O  | Wurde als Baudenkmal gestrichen.                                                                                     |
|                | Steinkreuz Oberschalkenbach     | Steinkreuz. siehe auch: Sühnekreuze.de                                                                                   |           |                               | 17. Jahrhundert     | D-3-71-126-49                 | Hahnbach / Oberschalkenbach               | 49° 35′ 10,1″ N, 11° 49′ 16,9″ O | |
| weitere Bilder | Steinkreuz Krickelsdorf         | Das Steinkreuz ist ohne erkennbare Zeichen. siehe auch: Sühnekreuze.de                                                   | Sandstein | 94:84:22                      |                     | D-3-71-127-51                 | Hirschau / Krickelsdorf                   | 49° 33′ 39,3″ N, 11° 53′ 10,2″ O | |
| weitere Bilder | Schwedenkreuz Ehenfeld          | Das Steinkreuz wird auch "Schwedenstein" genannt. siehe auch: Sühnekreuze.de                                             | Sandstein | 134:100:33                    | nachmittelalterlich | D-3-71-121-16                 | Hirschau / Ehenfeld                       | 49° 34′ 9,3″ N, 11° 54′ 31″ O    | |
|                | Steinkreuz Adertshausen         | Dem Steinkreuz fehlt der rechte Arm. siehe auch: Sühnekreuze.de                                                          | Kalkstein | 97:42:30                      | spätmittelalterlich | D-3-71-129-39                 | Hohenburg / Adertshausen                  | 49° 17′ 37,1″ N, 11° 50′ 14,7″ O | |
| weitere Bilder | Franzosenkreuz Hohenburg        | Das Steinkreuz ist ohne Zeichen. siehe auch: Sühnekreuze.de                                                              | Kalkstein | 130:102:25                    | spätmittelalterlich | D-3-71-129-33                 | Hohenburg / -                             | 49° 17′ 58,3″ N, 11° 47′ 27,2″ O | |
|                | Steinkreuz Ziegelhütte          | Steinkreuz. siehe auch: Sühnekreuze.de                                                                                   |           |                               | mittelalterlich     | D-3-71-132-85                 | Kastl / Ziegelhütte                       | 49° 22′ 39,9″ N, 11° 41′ 41,1″ O | |
| weitere Bilder | Steinkreuz Pfaffenhofen         | Steinkreuz. siehe auch: Sühnekreuze.de                                                                                   | Kalkstein |                               | mittelalterlich     | D-3-71-132-69                 | Kastl / Pfaffenhofen                      | 49° 22′ 14″ N, 11° 40′ 4,7″ O    | |
| weitere Bilder | Steinkreuz Inzenhof             | Das Steinkreuz steht schräg im Boden, ist stark verwittert und ein Kreuzarm ist abgeschlagen. siehe auch: Sühnekreuze.de | Kalkstein | 160:50:30                     | 16./17. Jahrhundert | D-3-71-116-26 / D-3-73-140-42 | Lauterhofen (Birgland) / Brunn (Poppberg) | 49° 23′ 17,8″ N, 11° 35′ 49,5″ O | Das Steinkreuz wird auch als Baudenkmal mit der Nummer D-3-73-140-42 im Landkreis Neumarkt in der Oberpfalz geführt. |
|                | Steinkreuz Rieden               | Steinkreuz. siehe auch: Sühnekreuze.de                                                                                   |           |                               | spätmittelalterlich | D-3-71-146-23                 | Rieden / -                                | 49° 19′ 16,2″ N, 11° 56′ 41,9″ O | |
|                | Steinkreuz Heroldsmühle         | Steinkreuz. siehe auch: Sühnekreuze.de                                                                                   |           |                               | spätmittelalterlich | D-3-71-156-77                 | Vilseck / Heroldsmühle                    | 49° 34′ 20,9″ N, 11° 47′ 20,9″ O | Wurde als Baudenkmal gestrichen.                                                                                     |
|                | Kreuzstein Vilshofen            | Kreuzstein oder auch Kreuzplatte. siehe auch: Sühnekreuze.de                                                             | Kalkstein | 133:72:16                     | spätmittelalterlich |                               | Rieden / Vilshofen                        | 49° 18′ 1,5″ N, 11° 56′ 51,6″ O  | |